# Al Doilea Război Mondial (istorie alternativă)

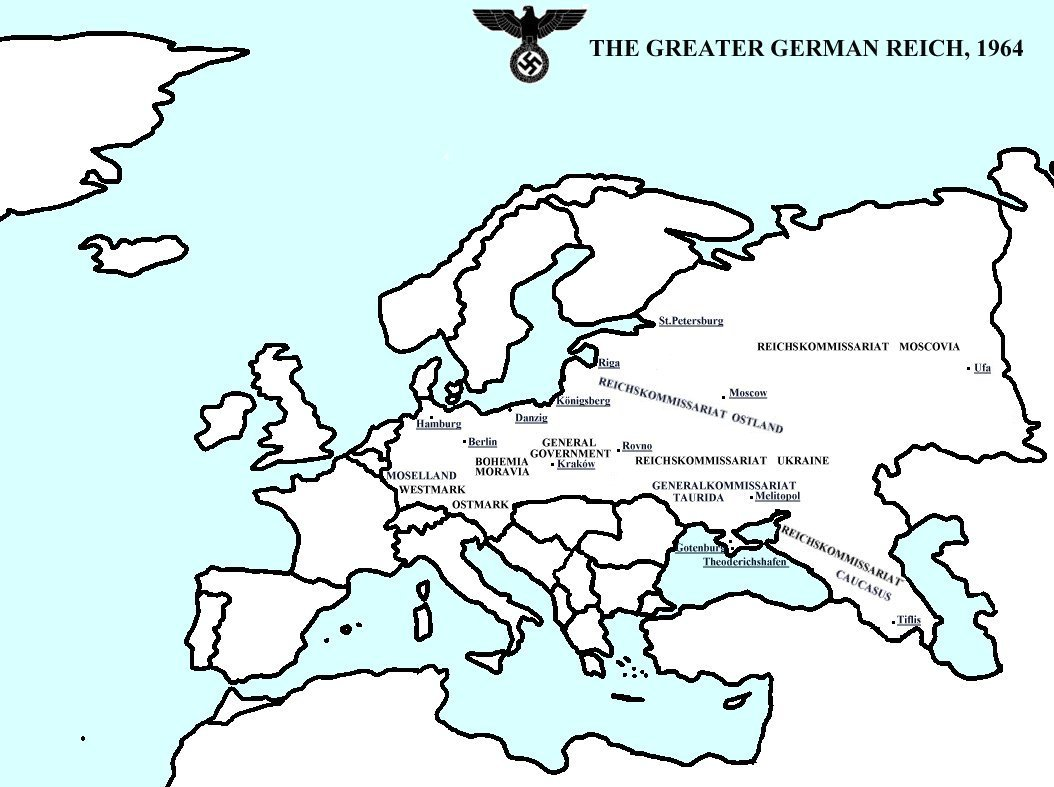
Marele Reich German în 1964, conform romanului Patria (Fatherland) de Robert Harris

Victoria ipotetică a puterilor Axei în Al Doilea Război Mondial, în special al celui de-al treilea Reich și al Imperiului Japonez, este una dintre cele mai populare concepte ale istoriei alternative (de multe ori anti-utopice).
Potrivit Alternate History Month, victoria Axei este una dintre cele două, cele mai frecvent utilizate scenarii în lucrările de alternativă istorică de limba engleză (după victoria Confederației în Războiul Civil American); iar conform convenției Worldcon, pe baza de datelor statistice (2001) de la Uchronia⁠(en)[traduceți], victoria Axei în al doilea război mondial deținea ferm campionatul (pe locul doi clasându-se Războiul Civil American, pe locul trei - Primul Război Mondial și Revoluția Rusă). Ziarul german Die Welt consideră că există un vast interes în subiectul victoriei Reich-ului în război, deținând aproape doua treimi din ficțiunea istorică alternativă.
„Victoria” țărilor Axei își găsește reflectarea și într-un număr de lucrări literare și jurnalistice distopice, care și-au văzut lumina înainte de război, în special în anii 1930, când fascismul și nazismul erau deja cunoscute, dar nu încă nu dominau în Europa.

## Lucrări

### Literatură
- Swastika Night de Katharine Burdekin (1937) Not an alternate history
- The Sound of His Horn de Sarban (1952)
- Living Space de Isaac Asimov (1956)
- The Big Time de Fritz Leiber (1957)
- The Man in the High Castle de Philip K. Dick (1962)
- All Evil Shed Away de Archie Roy (1970)
- The Ultimate Solution de Eric Norden (1973)
- SS-GB de Len Deighton (1978) (adaptat pentru televiziune în 2017)
- The Divide de William Overgard (1980)
- The Bush Soldiers de John Hooker (1984)
- The Proteus Operation de James P. Hogan (1985)
- The Year Before Yesterday de Brian Aldiss (1987)
- The Last Article de Harry Turtledove (1988)
- Clash of Eagles de Leo Rutman (1990)
- Timewyrm: Exodus de Terrance Dicks (1991)
- Fatherland de Robert Harris (1992)
- 1945 de Newt Gingrich și William R. Forstchen (1995)
- 7 decembrie 1941: A Different Path de David L. Alley (1995)
- '48 de James Herbert (1996)
- Attentatet i Pålsjö skog by Hans Alfredson (1996)
- Making History de Stephen Fry (1996)
- After Dachau de Daniel Quinn (2001)
- The Children's War și A Change of Regime de J.N. Stroyar (2001)
- Moon of Ice de Brad Linaweaver (2002)
- Collaborator de Murray Davies (2003)
- In the Presence of Mine Enemies de Harry Turtledove (2003)
- The Leader de Guy Walters (2003)
- The Plot Against America de Philip Roth (2004)
- Warlords of Utopia de Lance Parkin (2004)
- A Thousand Suns de Alex Scarrow (2006)
- Axis of Time, serii de John Birmingham (2004–2007)
- Farthing, Ha'penny, și Half a Crown, serii de Jo Walton (2006–2008)
- The Afrika Reich de Guy Saville (2011)
- A Kill in the Morning de Graeme Shimmin (2014)
- Artam: One Reich, One Race, a Tenth Leader de Volkmar Weiss (2014)
- Dominion de C. J. Sansom (?)
- K is for Killing de Daniel Easterman (?)
- The Germans Won de Kim Newman (?)
- Through Road No Wither de Greg Bear (?)
- Bring the Jubilee de Ward Moore (1953) - Războiul Civil American (istorie alternativă), Primul Război Mondial (istorie alternativă), Al Doilea Război Mondial (istorie alternativă)

### Jocuri video
- Reich Star (1991) de Creative Encounters
- Titanic: Adventure Out of Time (1996) de Cyberflix
- Axis & Allies (2004) de Timegate Studios
- Five 'Nazis win/survive WWII' timelines - of which the worst is Reich-5 — în GURPS Infinite Worlds (2004) de Steve Jackson Games
- Battlestations: Pacific de Eidos Hungary
- Empire Earth de Sierra Entertainment
- Mortyr de Mirage Interactive
- Rocket Ranger de Cinemaware
- Turning Point: Fall of Liberty de Spark Unlimited
- Wolfenstein: The New Order de MachineGames

### Filme
- It Happened Here (1966), film britanic regizat de Kevin Brownlow.[5]
- Quest for Love (1971)
- Experimentul Philadelphia 2 (1993)
- Fatherland (1994)
- Jin-Roh: The Wolf Brigade (1999)
- Hey Ram (2000)
- Jackboots on Whitehall (2010)[6][7]
- Resistance (2011)[8]

### Televiziune
- An Englishman's Castle.
- Misfits (sezonul 3, ep. 4).
- The Other Man.
- "The City on the Edge of Forever" (Star Trek episode).
- "Zero Hour"/"Storm Front" (Star Trek: Enterprise episode).
- The Man in the High Castle

### Audio
Doctor Who
- Colditz
- The Architects of History

### Benzi desenate
- The Sentinels (Misty).
- The Multiversity: Mastermen (2015) (DC Comics).

## Legături externe
- Victoria Axei în al doilea război mondial. Istorie alternativă Arhivat în 5 martie 2016, la Wayback Machine. pe ruminref.eu
- Daca puterile Axei castigau Al Doilea Razboi Mondial... pe softpedia.com